# Rio Paranaíba (Minas Gerais)
Rio Paranaíba is een gemeente in de Braziliaanse deelstaat Minas Gerais. De gemeente telt 10.990 inwoners (schatting 2009).

## Aangrenzende gemeenten
De gemeente grenst aan Arapuá, Campos Altos, Carmo do Paranaíba, Ibiá, Matutina, São Gotardo en Serra do Salitre.